# Warhammer 40,000
Warhammer 40,000  là một miniature wargame (trò chơi chiến tranh thu nhỏ) do Games Workshop sản xuất. Đây là trò chơi chiến tranh thu nhỏ phổ biến nhất trên thế giới. Nó phổ biến nhất ở Anh. Ấn bản đầu tiên của cuốn sách về luật chơi được xuất bản vào tháng 9 năm 1987 và ấn bản thứ chín được phát hành vào tháng 7 năm 2020.
Như trong các trò chơi chiến tranh (dạng cờ) thu nhỏ khác, người chơi tiến hành các trận chiến bằng cách sử dụng mô hình thu nhỏ của các chiến binh và phương tiện chiến đấu. Khu vực chơi là một mô hình chiến trường trên mặt bàn, bao gồm các mô hình tòa nhà, đồi núi, cây cối và các đặc điểm địa hình khác. Mỗi người chơi lần lượt di chuyển các mô hình chiến binh  của họ xung quanh chiến trường và mô phỏng rằng họ đang chiến đấu với các chiến binh của đối thủ. Những trận đấu mô phỏng này được giải quyết bằng cách sử dụng xúc xắc, số học và tính toán đơn giản.
Warhammer 40,000 lấy bối cảnh tương lai xa, nơi nền văn minh nhân loại rơi vào tình trạng trì trệ bị bao vây bởi những kẻ thù là các chủng loài ngoài hành tinh (còn gọi xenos) và những sinh vật siêu nhiên. Các mô hình trong trò chơi là sự pha trộn của con người, người ngoài hành tinh và quái vật siêu nhiên, sử dụng vũ khí của tương lai và sức mạnh phép thuật. Bối cảnh hư cấu của trò chơi đã được phát triển thông qua một lượng lớn tiểu thuyết, được xuất bản bởi Black Library (một bộ phận xuất bản của Games Workshop).
Warhammer 40.000 đã tạo ra một số trò chơi trên bàn spin-off. Chúng bao gồm Battlefleet Gothic, mô phỏng chiến đấu tàu vũ trụ; và Space Hulk, mô phỏng cuộc chiến trong những hành lang hẹp của con tàu vũ trụ vô chủ, những con tàu bị hư hại hoặc bị bỏ lại và đầy rẫy những sinh vật chết chóc. Các phần phụ của trò chơi điện tử, chẳng hạn như loạt phim Dawn of War, đã được phát hành.

## Tổng quát
Lưu ý: Tổng quan ở đây tham khảo ấn bản thứ 9 của bộ luật chơi game, xuất bản tháng 7 năm 2020
Sách các quy tắc và mô hình thu nhỏ sử dụng cần thiết để chơi Warhammer 40.000 có bản quyền và được bán độc quyền bởi Games Workshop và các công ty con của công ty. Những vật dụng cũng như vật liệu khác trong trò chơi như (xúc xắc, dụng cụ đo lường, keo dán, sơn, v.v.) là điều khiến Warhammer 40,000 có giá khá đắt đỏ đối với những người có sở thích chơi game dạng này. Một người chơi mới có phải chi ít nhất 300 bảng Anh để lắp ráp đủ nguyên vật liệu cho một trò chơi "đầy đủ chức năng".

### Mô hình thu nhỏ
Games Workshop bán nhiều mô hình chơi game khác nhau cho game Warhammer 40.000, mặc dù Games Workshop không bán các mô hình chơi ngay lập tức. Nói đúng hơn, là nhà phát hành bán một bộ hộp các bộ phận mô hình nhân vật trong game. Người chơi dự sẽ tự mình lắp ráp và sơn các chi tiết cho binh lính cũng như dụng cụ trong game. Games Workshop cũng bán keo dán, dụng cụ và sơn acrylic cho mục đích này. Hầu hết các mô hình Warhammer 40.000 được làm bằng polystyrene, nhưng một số lượng mô hình được sản xuất và bán với số lượng nhỏ được làm bằng pewter hoặc epoxy resin không chứa chì.
Mỗi mô hình thu nhỏ đại diện cho một chiến binh hoặc phương tiện chiến đấu. Trong sách luật chơi game, có một mục cho mọi loại mô hình trong trò chơi mô tả khả năng của mô hình đó. Ví dụ, một mẫu máy bay Tactical Space Marine có phạm vi "Di chuyển" là 6 inch, chỉ số "Độ bền" là 4 và được trang bị "súng ngắn" có tầm bắn 24 inch.

### Khu vực chơi (Bàn chơi/Sân chơi)
Warhammer 40.000 được dùng để chơi trên bàn. Trong bộ luật để chơi game đề xuất khu vực chơi game cần diện tích tối thiểu chiều rộng bảng là 4 feet (1.2m). Trái ngược với các trò chơi trên bàn cờ, Warhammer 40.000 không có một sân chơi cố định. Người chơi dự kiến sẽ xây dựng sân chơi tùy chỉnh của riêng họ bằng cách sử dụng các mô hình địa hình tùy chỉnh. Games Workshop bán nhiều mô hình địa hình độc quyền, nhưng người chơi thường sử dụng những mô hình chung hoặc tự sáng tạo những mô hình mới. Không giống như một số trò chơi chiến tranh thu nhỏ khác, chẳng hạn như BattleTech, Warhammer 40.000 không sử dụng hệ thống lưới. Người chơi phải sử dụng thước đo (và các mẫu trong các phiên bản trước đó hoặc mới hơn) để đo khoảng cách. Khoảng cách được đo bằng inch.

### Tỉ lệ
Theo thông báo chính thức từ nhà sản xuất, Warhammer 40.000 không có tỷ lệ, nhưng các mô hình gần đúng với tỷ lệ tỷ lệ 1:60. Ví dụ, một mô hình xe tăng Land Raider là 17 dài cm nhưng thực tế theo thiết kế là 10,3 m dài. Thang đo này không tương ứng với phạm vi của súng cầm tay: ví dụ: trên bàn, một khẩu súng ngắn có tầm bắn là 24 inch, chỉ tương ứng với 120 feet (36,6 m) ở tỷ lệ 1:60 (tỉ lệ thực tế).

### Tập hợp quân đội
Trong Warhammer 40.000, người chơi không bị hạn chế chơi (rập khuông) như sự kết hợp cụ thể và đối xứng của các chiến binh như trong cờ vua. Tuy nhiên, có một số quy tắc để đảm bảo rằng bất kể chiến binh nào mà người chơi chọn, quân đội của người chơi sẽ được cân bằng.
Các chiến binh mô hình được xếp vào các "phe". Trong một trò chơi được kết hợp, người chơi chỉ có thể sử dụng các mô hình chiến binh mà tất cả đều trung thành với một phe chung, chẳng hạn như "Imperium" hoặc "Chaos". Do đó, người chơi không thể kết hợp hỗn hợp nhiều loại quân theo phe khác nhau, ví dụ, sử dụng hỗn hợp mô hình Aeldari và Necron — điều đó không thể sảy ra, vì trong bối cảnh giả tưởng của trò chơi, Aeldari và Necrons là kẻ thù truyền kiếp và sẽ không bao giờ chiến đấu cùng nhau. Mỗi phe có điểm mạnh và điểm yếu riêng cho những chiến binh và vũ khí cụ thể mà họ có quyền sử dụng. Ví dụ, phe "Tau" thích chiến đấu tầm xa vì quân đội của họ không có nhiều đơn vị cận chiến nhưng lại có nhiều đơn vị đánh xa mạnh mẽ.
Người chơi bắt buộc phải đồng ý về "giới hạn số điểm" mà họ sẽ chơi, điều này xác định gần đúng mức độ lớn mạnh và mức độ mạnh mẽ của đội quân tương ứng. Mỗi mô hình binh lính và vũ khí có một "giá trị điểm" tương ứng với mức độ mạnh mẽ của mô hình đó; Ví dụ, một tàu Tactical Space Marine có giá trị 13 điểm, trong khi một xe tăng Land Raider có giá trị 239 điểm. Tổng giá trị điểm của các mô hình của người chơi không được vượt quá giới hạn đã thỏa thuận. 1.000 đến 3.000 điểm là giới hạn điểm chung cho mỗi trận đánh. Trong phiên bản gần đây nhất của trò chơi, các mức sức mạnh được chỉ định cho từng mô hình cụ thể, có thể được sử dụng để đơn giản hóa hoặc thay đổi quy trình tạo danh sách đội hình binh lính.

### Di chuyển và tấn công
Khi bắt đầu trò chơi, mỗi người chơi đặt mô hình của họ vào khu vực xuất phát ở hai đầu đối diện của sân chơi.
Khi bắt đầu lượt của mình, một người chơi di chuyển từng mô hình trong quân của họ bằng tay trên sân. Một mô hình quân không thể được di chuyển xa hơn "Đặc tính của loại mô hình đó". Ví dụ, một mô hình của Space Marine có thể được di chuyển không quá sáu inch mỗi lượt. Nếu một mô hình không thể bay, nó phải đi xung quanh các chướng ngại vật như tường và cây cối.
Các mô hình được nhóm thành một "đơn vị". Chúng di chuyển, tấn công và chịu sát thương như một đơn vị. Tất cả các mô hình trong một đơn vị phải ở gần nhau. Mỗi mô hình trong một đơn vị phải hoàn thành một lượt trong vòng hai inch so với mô hình khác từ đơn vị đó. Nếu có nhiều hơn năm loại quân trong một đơn vị, thì mỗi loại quân đó phải cách hai loại quân khác trong vòng hai inch.
Sau khi di chuyển, mỗi đơn vị có thể tấn công bất kỳ đơn vị đối phương nào trong phạm vi và tầm bắn của bất kỳ loại vũ khí và sức mạnh tâm linh mà đơn vị đó sỡ hữu. Ví dụ, một đơn vị Space Marines trang bị "súng ngắn" có thể bắn bất kỳ đơn vị nào của đối phương trong vòng 24 inch. Người chơi tấn công tung xúc xắc để xác định mức độ thiệt hại tưởng tượng mà mô hình của anh ta gây ra cho đơn vị đối phương. Người chơi tấn công không thể nhắm mục tiêu các mô hình riêng lẻ trong một đơn vị đối phương; nếu một đơn vị đối phương bị thương, người chơi bên phía đối phương sẽ quyết định mô hình nào trong đơn vị bị thương. Thiệt hại được tính bằng điểm và nếu một mô hình bị nhiều điểm thiệt hại hơn mức cho phép về  "Điểm quy định của mỗi đơn vị", nó sẽ chết. Mô hình bộ binh chết được đưa ra khỏi sân chơi. Các phương tiện khi hết điểm và được xác định là không còn khả năng chiến đấu sẽ được lật úp và làm chướng ngại vật cho những đơn vị sống sót còn lại.
Hầu hết các chủng tộc trong trò chơi đều có các đơn vị có sức mạnh tâm linh. Các đơn vị "Psyker" có thể gây ra các hiệu ứng tâm linh bất thường, chẳng hạn như khiến các đơn vị đồng minh trở nên bất khả xâm phạm hoặc dịch chuyển các đơn vị trên khắp chiến trường. Bất kỳ đơn vị "psyker" nào cũng có thể vô hiệu hóa sức mạnh của psyker đối phương bằng cách thực hiện vòng xoáy Deny Witch.

### Điều kiện chiến thắng
Chiến thắng phụ thuộc vào loại "nhiệm vụ" mà người chơi chọn cho trò chơi của họ. Nó có thể liên quan đến việc tiêu diệt kẻ thù, hoặc giữ một vị trí trên chiến trường trong một khoảng thời gian nhất định, hoặc chiếm giữ được các thánh tích trong một khoảng thời gian nhất định.

## Cài đặt trò chơi
Hầu hết các tác phẩm hư cấu của Warhammer 40.000 đều lấy bối cảnh xoay quanh thiên niên kỷ thứ 42 (khoảng 39.000 năm trong tương lai). Mặc dù Warhammer 40.000 chủ yếu là bối cảnh khoa học viễn tưởng, nó phỏng theo một số loại thuyết giả tưởng, chẳng hạn như ma thuật, sinh vật siêu nhiên, sở hữu daemonic và các chủng tộc như Orks và Elves; " psykers " bổ sung vào vai trò của các "Pháp sư công nghệ" trong game. Cài đặt của trò chơi này chia sẻ nhiều đơn vị với Warhammer Fantasy (một trò chơi chiến tranh tương tự từ Games Workshop), nhưng cài đặt tương ứng của chúng không được kết nối với nhau. Warhammer 40.000 và Warhammer Fantasy kế thừa nhiều hình ảnh tưởng tượng từ Dungeons and Dragons. Games Workshop từng làm các mô hình thu nhỏ để sử dụng trong Dungeons and Dragons, và Warhammer Fantasy ban đầu nhằm khuyến khích khách hàng mua nhiều mô hình thu nhỏ của họ hơn.
Bối cảnh của Warhammer 40.000 là bạo lực và bi quan. Nó mô tả một tương lai nơi mà tiến bộ khoa học và xã hội của loài người đã không còn, và nền văn minh của loài người gần sụp đổ do chiến tranh với các chủng tộc thù địch ngoài hành tinh và các thế lực huyền bí. Đó là một bối cảnh nơi những thế lực siêu nhiên thường không đáng tin cậy nếu không muốn nói là hoàn toàn mang đến tội ác. Không có vị thần hay linh hồn nhân từ nào trong vũ trụ, chỉ có những con quỷ và ác thần, và những tôn giáo dành riêng cho chúng đang ngày càng phát triển. Về lâu về dài, đế chế nhân loại không thể hy vọng đánh bại kẻ thù của mình, vì vậy các anh hùng của Đế chế không phải chiến đấu vì một tương lai tươi sáng hơn mà "chống lại sự lụi tàn của ánh sáng". Tông màu của bối cảnh đã dẫn đến một nhánh phụ của khoa học viễn tưởng được gọi là " grimdark ", đặc biệt là vô đạo đức, loạn luân hoặc bạo lực.
Vì bối cảnh dựa trên một trò chơi chiến tranh, nên các tiểu thuyết và truyện tranh ngoại truyện chủ yếu là các bộ phim về chiến tranh với các nhân vật chính thường là các chiến binh thuộc một phe nào đó, phổ biến nhất là "Space Marines". Một chủ đề chính của bối cảnh là Imperium đang trong tình trạng chiến tranh tổng lực. Nhiều hành tinh của đế chế nhân loại hoặc là một chiến trường, một hành tinh đang phải chiến đấu với các thế lực hư không hoặc bị đánh thuế nặng nề trong thời chiến, và các quyền tự do dân sự bị hạn chế nhiều vì lý do an ninh.
Bối cảnh, được tác giả thừa nhận là cố tình vô lý và cường điệu. Điều này được áp dụng cho quy mô của thế giới. Đế chế nhân loại đã tồn tại 10.000 năm, kiểm soát khoảng một triệu hành tinh và có dân số có thể lên tới hàng nghìn tỷ người. Các loại vũ khí và chiến thuật được thấy trong bối cảnh cũng vô nghĩa như nhau, chẳng hạn như việc sử dụng nhiều vũ khí cận chiến, các cỗ máy chiến tranh cao hàng trăm feet so với mặt đất (và do đó dễ dàng trở thành mục tiêu cho pháo binh) và những người sử dụng ma thuật đặt lời nguyền lên kẻ thù của họ.
Nguồn gốc của phép thuật trong bối cảnh là một vũ trụ song song của năng lượng siêu nhiên được gọi là "Hư không". Tất cả các sinh vật sống có linh hồn đều bị ràng buộc với Hư không, nhưng một số cá nhân được gọi là "Giáo sĩ công nghệ" có một liên kết đặc biệt mạnh mẽ và có thể điều khiển năng lượng của Hư không để sử dụng phép thuật. Giáo sỹ công nghệ thường được con người sợ hãi và không tin tưởng. Giáo sỹ công nghệ có thể sở hữu nhiều khả năng nguy hiểm như kiểm soát tâm trí, thấu thị và pyrokinesis. Hơn nữa, Hư không chứa đầy những sinh vật siêu nhiên săn mồi có thể sử dụng liên kết của Giáo sỹ công nghệ với Hư không như một đường dẫn để xâm nhập vào thế giới thực. Bất chấp sự nghi ngờ và nguy hiểm liên quan của họ, các giáo sỹ công nghệ thực hiện các nhiệm vụ quan trọng cho nhân loại: sức mạnh của họ cho phép giao tiếp nhanh hơn tốc độ ánh sáng, điều này là không thể theo định luật vật lý "bình thường" và trên chiến trường, họ chống lại sức mạnh của Giáo sỹ công nghệ đối phương. Chủ đề chính của bối cảnh là đối với tất cả các vấn đề mà Giáo sỹ công nghệ đặt ra, nền văn minh nhân loại không thể làm được nếu không có sự giúp sức của bọn họ. Chính vì lý do này, các Giáo sỹ công nghệ phải được huấn luyện để kiểm soát khả năng của mình và chống lại những kẻ săn mồi từ hư không. Những người không thành công hoặc từ chối khóa đào tạo này sẽ bị xử lý vì sự an toàn của tất cả mọi người. Những người vượt qua khóa đào tạo của Đế chế sẽ phải phục tùng suốt đời cho Đế chế và bị giám sát chặt chẽ về các hành vi sai trái và tinh thần bị biến chất.

### Các nguồn cảm hứng
Rick Priestley cites J. R. R. Tolkien, H. P. Lovecraft, Dune, Paradise Lost, and 2000 AD là nguồn cảm hứng chính cho bối cảnh.
Các vị thần hỗn mang được Bryan Ansell thêm vào bối cảnh và được phát triển thêm bởi Priestley. Priestley cảm thấy rằng khái niệm về hỗn mang trong Warhammer ' như chi tiết bởi Ansell trong việc bổ sung thêm khu vực hỗn mang, là quá đơn giản và quá giống với các tác phẩm của Michael Moorcock, vì vậy ông đã phát triển nó hơn nữa, lấy cảm hứng từ Paradise Lost.  Câu chuyện về những người con trai được đặc ân của Hoàng đế nhân loại không khuất phục trước sự cám dỗ của Hỗn mang cố tình song song với sự sụp đổ của Satan trong Paradise Lost. Các chủ đề tôn giáo chủ yếu được lấy cảm hứng từ lịch sử ban đầu của Cơ đốc giáo. Các loại quỷ trong WH40K là biểu hiện của giấc mơ và cảm xúc của con người, được hư không đưa ra hình dạng vật chất và khả năng cử chỉ – ý tưởng này xuất phát từ bộ phim Forbidden Planet năm 1956.
Đế chế nhân loại được lấy cảm hứng từ nhiều vị thần hư cấu khác nhau, chẳng hạn như Leto Atreides II từ tiểu thuyết God Emperor of Dune của Frank Herbert, và King Huon từ tiểu thuyết Runestaff của Michael Moorcock. Sự đau khổ của Hoàng đế trên ngai vàng vì lợi ích của nhân loại phản ánh sự hy sinh của Jesus Christ
Đối với tôi, nền khung cảnh 40K luôn có ý mỉa mai. [...] Việc Space Marines được ca ngợi là anh hùng trong Games Workshop luôn khiến tôi thích thú, bởi vì họ tàn bạo, nhưng họ cũng hoàn toàn tự lừa dối mình. Toàn bộ ý tưởng là của Hoàng đế nhưng bạn không biết ông ấy còn sống hay đã chết. Toàn bộ Đế Chế có thể đang chạy theo một niềm tin không có thật. Không có gì đảm bảo rằng Hoàng còn sống ngoài một xác chết với khả năng tinh thần còn sót lại để chỉ đạo tàu vũ trụ. Nó có một số điểm tương đồng với niềm tin và nguyên tắc tôn giáo, và tôi nghĩ rằng rất nhiều điều đó đã bị bỏ sót và ghi đè.— Rick Priestley, trong một cuộc phỏng vấn vào tháng 12 năm 2015 với Unplugged Games

## Các phe phái
Vô số mô hình có sẵn để chơi Warhammer 40.000 được chia thành các "phe". Trong trường hợp bình thường, người chơi chỉ có thể sử dụng các đơn vị từ cùng một phe trong quân đội của họ. Ví dụ: quân đội của người chơi không thể bao gồm cả mô hình Ork và Aeldari vì Orks và Aeldari là kẻ thù trong bối cảnh của game.

### Đế chế nhân loại
Đế chế nhân loại là một đế chế độc tài của loài người bao gồm khoảng một triệu thế giới và đã tồn tại hơn 10.000 năm. Đế chế là một chế độ thần quyền và vị thần chính của nó là Hoàng đế của Nhân loại. Hoàng đế là một psyker (người có năng lực tâm linh) cực kỳ mạnh mẽ mà nhân loại lầm tưởng là một vị thần. Bất cứ ai không thờ phụng Hoàng đế đúng cách sẽ bị xử tội vì cho rằng bọn họ theo các tín đồ dị giáo. Hoàng đế thành lập Đế chế và vẫn là người cai trị trên danh nghĩa của nó, nhưng khoảng hai thế kỷ sau khi thành lập Đế chế, ông đã bị trọng thương trong trận chiến Horus Heresy với người con ông yêu quý nhất – Horus Lupercal, và đã được hỗ trợ sự sống trong tình trạng không phản ứng kể từ đó. Bất chấp tình trạng của mình, bằng cách nào đó, Hoàng đế vẫn tạo ra một tín hiệu tâm linh mà các con tàu sau sử dụng để điều hướng Hư không, biến Hoàng đế trở thành trụ cột quan trọng của cơ sở hạ tầng của Đế chế.
Mặc dù Đế chế có công nghệ tiên tiến, nhưng Đế chế của nhân loại đã ngừng thực hành khoa học từ lâu và các công nghệ của nó không được cải tiến trong hàng nghìn năm. Các công dân đế quốc được dạy phải tuân theo quyền hành mà không cần thắc mắc, phải tôn thờ Hoàng đế, căm ghét và sợ hãi người ngoài hành tinh (những người ngoại tộc), và phản đối về bất cứ điều gì không liên quan đến nhiệm vụ của họ.
Trong tất cả các phe phái, Đế chế có danh mục mô hình, binh lính và chiến xa v.v... lớn nhất, giúp người chơi phe Đế chế có thể linh hoạt thiết kế quân đội của họ cho bất kỳ phong cách chơi nào. Phe phụ phổ biến nhất của Đế chế là Space Marines, những đơn vị xuất hiện thường xuyên hơn bất kỳ đơn vị nào khác trong các tác phẩm và tiểu thuyết Warhammer 40.000.

### Hỗn mang
Trong vũ trụ song song được biết đến với cái tên Hư không là nơi trú ngụ của các Chaos Gods, là những thực thể dị thường và đồi trụy được hình thành từ những suy nghĩ và cảm xúc cơ bản nhất của người phàm. Các vị thần hỗn loạn có khả năng xoay chuyển tâm trí của người phàm, khuếch đại một số đặc điểm cảm xúc và truyền cảm hứng cho họ, giống như một hình thức tẩy não siêu nhiên (đây được gọi là "sự tha hóa"). Những người thờ phụng Hỗn mang, hầu hết là con người, có xu hướng mất trí, bạo lực và đồi trụy; và thường biểu hiện các đột biến thể chất như miệng phụ (có 2 miệng) hoặc các chi được thay thế bằng các xúc tu.
Giống như Đế chế, lực lượng của Hỗn mang có quyền truy cập vào nhiều đơn vị khác nhau, có nghĩa là một đội quân Hỗn mang có thể được thiết kế cho bất kỳ phong cách chơi nào. Lực lượng của họ bao gồm Chaos Space Marines, những kẻ phản diện mang tính biểu tượng nhất của Warhammer 40,000 cũng như Space Marines là những anh hùng mang tính biểu tượng. Giống như Loyalist Space Marines, Chaos Space Marines có xu hướng linh hoạt hơn trong trận chiến.

### Necrons
Necrons là một chủng tộc cổ đại gồm những người máy giống bộ xương. Hàng triệu năm trước, họ là những sinh vật bằng xương bằng thịt. Tìm cách kéo dài tuổi thọ ngắn ngủi của mình, họ chuyển tâm trí của mình vào cơ thể máy móc để đạt được sự bất tử. Tuy nhiên, quá trình chuyển giao có sai sót, và tất cả ngoại trừ các Necron cao cấp nhất đều trở thành các robot tự động không có tâm trí. Họ đã thức dậy sau hàng triệu năm ngủ đông trong các hầm ngầm trên các hành tinh ở khắp thiên hà, và tìm cách xây dựng lại đế chế cũ của họ.
Bộ binh Necron có hỏa lực tầm xa mạnh, áo giáp cứng và di chuyển chậm. Các đơn vị Necron có khả năng nhanh chóng phục hồi vết thương hoặc "phục hồi" các đơn vị đã chết ở đầu mỗi lượt. Tất cả các đơn vị Necron đều có điểm tinh thần là 10 (mức tối đa), vì vậy Necron hiếm khi bị sa sút về tinh thần. Necron không có giáo sỹ công nghệ nào, khiến chúng có ít lựa chọn phòng thủ hơn trước giáo sỹ công nghệ của đối phương. Các Necron sở hữu "mảnh vỡ C'tan" có chức năng giống giáo sỹ công nghệ, nhưng vì chúng không phải là giáo sỹ công nghệ thực sự, nên chúng không thể thực hiện vòng xoáy phù thủy Deny, cũng như sức mạnh của chúng không thể bị đối phương phản lại từ cuộn phù thủy Deny.

### Aeldari
Aeldari được dựa trên High Elves của tiểu thuyết giả tưởng. Bọn họ coi con người và những loài không thuộc Aeldari khác là loài sâu bọ. Aeldari có tuổi thọ rất cao và tất cả họ đều có một số khả năng tâm linh. Aeldari du hành thiên hà thông qua một mạng lưới các đường hầm kỳ diệu được gọi là "Webway". Trong tương lai  xa , Aeldari cai trị một đế chế thống trị phần lớn thiên hà, nhưng nó đã bị tiêu diệt trong một trận đại hồng thủy ma thuật cùng với phần lớn dân số. Những người Aeldari sống sót được chia thành những cư trên những con thuyền sao khổng lồ được gọi là Craftworlds, và Drukhari (còn được gọi là "Dark Eldar"), một chủng tộc cướp biển không gian tàn bạo sống trong một thành phố ẩn trong Webway. Ngoài ra, các phe phái mới đã xuất hiện. Những người này bao gồm Harlequins, tín đồ của Thần Cười Cegorach, và Ynnari, tín đồ của thần chết Ynnead. Mặc dù đã 10.000 năm kể từ khi đế chế của họ sụp đổ, người Aeldari vẫn chưa bao giờ hồi phục do khả năng sinh sản thấp và bị các chủng tộc khác tấn công.
Bộ binh Craftworld Aeldari có xu hướng chuyên môn hóa cao và tương đối yếu ớt, thường được mô tả là "đại bác thủy tinh." Do thiếu sức mạnh và sự linh hoạt, quân đội Aeldari có thể bị tổn thất nghiêm trọng sau một quyết định chiến thuật tồi hoặc thậm chí là tung xúc xắc không may mắn, trong khi trò chơi thành công có thể liên quan đến các đơn vị Aeldari đông hơn, vượt qua đối thủ và tiêu diệt toàn bộ đội hình trước khi họ có cơ hội trả đũa. Các chiến xa của Aeldari, không giống như các xe bộ binh của phe phái khác, rất cứng rắn và khó tiêu diệt vì có nhiều mặt lợi ích về né tránh và che chắn. Ngoại trừ walkers, tất cả các phương tiện của Aeldari đều là xe lướt, cho phép chúng di chuyển "tự do" trên bàn cờ và với những nâng cấp về tốc độ chỉ phù hợp với phe Dark Aeldari và Tau.
Dark Aeldari tương đồng với Craftworld Aeldari theo nhiều hướng. Sự khác biệt chính là chúng không có tóc :)) và chúng có xu hướng chậm chạp.

### Orks
Orks là những người ngoài hành tinh da xanh dựa trên loài orcs truyền thống trong tiểu thuyết giả tưởng. Orks là một loài lố bịch, sở hữu tính cách thô kệch, sử dụng vũ khí xiêu vẹo và nói giọng Cockney. Văn hóa của loài này xoay quanh chiến tranh và vì lợi ích của chiến tranh. Không giống như các chủng tộc khác thường chỉ tham chiến khi nó có lợi cho họ, Orks liều lĩnh bắt đầu các cuộc xung đột không cần thiết và sẽ đổ xô đến các warzones với hy vọng tìm được một cuộc chiến tốt, bởi vì Orks không sợ chết và chiến đấu là điều duy nhất mang lại cho giống loài này cảm xúc. Công nghệ của Ork bao gồm các mảnh vụn được ghép lại với nhau mà theo mọi logic thì sẽ không hoạt động được hay đe dọa một cách nguy hiểm hoặc hoàn toàn không hoạt động, tuy nhiên Ork phát ra một trường tâm linh cử chỉ bẻ cong thực tế một cách tinh vi và cho phép thiết bị của chúng hoạt động hiệu quả dựa vào niềm tin của một tập thể nhiều con Ork's.
Trên bàn cờ, các đơn vị bộ binh Ork di chuyển nhanh và tương đối mạnh mẽ . Các Ork được định hướng vào chiến đấu cận chiến; phe này có thể tung lại xúc xắc, khi xúc xắc bị lỗi. Các đơn vị bộ binh rẻ (tính theo điểm), do đó, một chiến lược ưa thích là "Thủy triều xanh": người chơi sử dụng càng nhiều Ork càng tốt và chỉ cần di chuyển chúng qua sân chơi để vây bắt đối thủ. Ork có một số đơn vị chuyên biệt có thể sử dụng sức mạnh tâm linh và tấn công phương tiện (trong số những thứ khác), nhưng điển hình của chiến tranh của loài Ork là về vũ lực và tiêu hao. Lối chơi của Ork được coi là khá dễ chịu với các lỗi chiến thuật và những lần tung xúc xắc tệ.

### Tyranids
Tyranids là một chủng tộc ngoài hành tinh bí ẩn đến từ một thiên hà khác. Chúng di cư từ hành tinh này sang hành tinh khác, nuốt chửng tất cả sự sống trên đường đi của chúng. Các Tyranids được liên kết với nhau bởi một tâm linh tổ ong và các Tyranids riêng lẻ trở nên hoang dã khi tách khỏi nó. Tyranid là một loài "công nghệ" hoàn toàn là sinh học, tàu và vũ khí là những sinh vật sống có tồn tại và có ý thức riêng.
Tyranids có sở thích cận chiến. Các đơn vị bộ binh của loài này có xu hướng nhanh và khó đánh nhưng yếu ớt. Phe này có chi phí điểm thấp, có nghĩa là đội quân Tyranid trong trò chơi tương đối lớn (nhiều đơn vị rẻ số điểm thấp, trái ngược với đội quân có ít đơn vị mạnh đắt tiền như Space Marines). Tyranid cũng có những biện pháp chống lại kẻ thù có sức mạnh tâm linh mạnh mẽ nhất: nhiều đơn vị Tyranid sở hữu một đặc điểm gọi là "Những cái bóng trong hư không", khiến những giáo sỹ công nghệ của phe địch gần đó khó sử dụng sức mạnh tâm linh của họ.
Có một loài phụ thuộc chủng tộc Tyranid được gọi là " genestealers ". Genestealers được lấy cảm hứng trực quan từ con quái vật trong bộ phim Alien, và cũng lấy cảm hứng từ truyện ngắn The Shadow Over Innsmouth. của H. P. Lovecraft'. Khi một người bị lây nhiễm bởi một genestealer, họ sẽ bị bắt làm nô lệ  và sẽ sinh ra những đứa trẻ là con lai giữa người-genestealer. Những con lai này sẽ thành lập một hội kín được gọi là Giáo phái Genestealer trong xã hội loài người chủ của chúng, đều đặn mở rộng số lượng và ảnh hưởng chính trị của chúng. Khi một hạm đội Tyranid tiếp cận hành tinh của một nền văn minh, loài này sẽ phát động một cuộc nổi dậy để làm suy yếu khả năng phòng thủ của nền văn minh đó để những người Tyranid có thể dễ dàng chinh phục nó hơn và tiêu hao sinh mạng của chính hành tinh đó.
Trong các phiên bản trước của trò chơi, các giáo phái của genestealer chỉ có thể được sử dụng làm phụ trợ cho đội quân Tyranid thông thường, nhưng kể từ phiên bản thứ 8, chúng có thể được chơi như một đội quân riêng biệt. Mặc dù có một dòng mô hình sùng bái genestealer chuyên dụng, người chơi cũng có thể sử dụng các đơn vị từ Imperial Guard (một phe phụ của Imperium) trong đội quân genestealer của họ. Đây là một ngoại lệ đối với quy tắc phe chung và dựa trên logic rằng những đơn vị "con người" này thực sự là những con lai giống người trông hoàn hảo giống người. Giống như các loài Tyranids khác, những người tạo ra gen rất cứng rắn nhưng dễ vỡ. Tất cả bộ binh sùng bái genestealer đều có một đặc điểm gọi là "Cult Ambush" cho phép họ triển khai bất cứ đâu trên chiến trường thay vì chỉ khu vực xuất phát được chỉ định (tương tự như kỹ năng "Deep Strike" của Space Marines).

### T'au
Người T'au là một tộc người ngoài hành tinh da trâu sinh sống trong một đế chế tương đối nhỏ nhưng đang phát triển nằm ở rìa của Đế chế nhân loại. Đế chế T'au là phe duy nhất có thể chơi được khi tích hợp các loài ngoại lai vào xã hội của họ. Họ tìm cách khuất phục tất cả các chủng tộc khác dưới một hệ tư tưởng mà họ gọi là "Đại thiện" hay "Tau'va". Một số thế giới loài người đã sẵn sàng đào thoát khỏi Đế chế để phục vụ cho Đế chế T'au. Những người này được gọi là Gue'vesa hoặc "người giúp đỡ con người" Mặc dù con người là công dân hạng hai trong xã hội T'au mặc dù bình đẳng về nguyên tắc, họ có xu hướng có chất lượng cuộc sống tốt hơn công dân Đế quốc vì người T'au vẫn thực hành khoa học và khuyến khích truyền bá kiến thức kỹ thuật (các ý tưởng chính trị và một số vấn đề khác). Người T'au được chia thành năm dòng tộc nổi tiếng: Người Thanh khiết: là tầng lớp cai trị; Hỏa tộc: là những người chiến đấu trên mặt đất; Air Caste là những người vận hành các phi thuyền sao; the Water Caste: là những thương nhân và là nhà ngoại giao; và Đẳng cấp Trái đất: là các nhà khoa học, kỹ sư và người lao động.
Người T'au thiên về chiến đấu tầm xa và thường chết nhanh chóng khi cận chiến. Loài này có một số loại súng mạnh nhất trong trò chơi cả về tầm bắn và sức mạnh ngăn chặn. Ví dụ, khẩu súng trường xung kích của họ vượt trội hơn hỏa lực của súng ngắn Space Marine, và khẩu súng trên xe tăng chiến đấu chính của loài này (Hammerhead) mạnh hơn các vũ khí tương được của phe Đế chế. Họ sử dụng rất nhiều quy tắc đặc biệt của Overwatch, cho phép họ bắn trả lại kẻ thù của mình khi bị tấn công bằng sức mạnh tương đối mãnh liệt. Người T'au không có bất kỳ giáo sỹ công nghệ nào cũng như các đơn vị chuyên chống lại giáo sỹ công nghệ, điều này khiến họ dễ bị tổn thương hơn trước các cuộc tấn công tâm linh. Hầu hết các phương tiện T'au được phân loại là xe bay hoặc xe lướt, có nghĩa là loài này có thể di chuyển nhanh chóng trên các địa hình khó khăn. Người T'au cũng kết hợp auxiliaries người ngoài hành tinh vào quân đội của họ: Kroot hỗ trợ cận chiến và Vespids côn trùng đóng vai trò như bộ binh nhảy.

## Lịch sử hình thành tựa game
Năm 1982, Rick Priestley gia nhập Citadel Miniatures, một công ty con của Games Workshop chuyên sản xuất những mô hình nhỏ để sử dụng trong Dungeons and Dragons. Bryan Ansell (người quản lý của Citadel) đã yêu cầu Priestley phát triển một trò chơi chiến tranh thu nhỏ giả tưởng thời trung cổ sẽ được phát miễn phí cho khách hàng để khuyến khích họ mua nhiều tiểu cảnh hơn. Dungeons and Dragons không yêu cầu người chơi sử dụng các mô hình thu nhỏ, và ngay cả khi người chơi sử dụng chúng, họ hiếm khi cần nhiều hơn một vài mô hình. Kết quả là Warhammer Fantasy Battle được phát hành vào năm 1983 đã thành công rực rỡ.
Warhammer Fantasy về cơ bản là một trò chơi giả tưởng thời Trung cổ lấy bối cảnh của Dungeons and Dragons, nhưng Priestley và các nhà thiết kế của ông đã thêm một loạt các yếu tố khoa học viễn tưởng tùy chọn, cụ thể là dưới dạng các đồ tạo tác công nghệ tiên tiến (ví dụ như vũ khí laser) để lại sau một thời gian dài- cuộc chạy đua của các nhà du hành vũ trụ. Warhammer 40.000 là một cuộc cách mạng được đưa ra mội khái niệm hoàn toàn mới (tức là chủ yếu là khoa học viễn tưởng nhưng có một số yếu tố giả tưởng).
Kể từ trước khi làm việc cho Games Workshop, Priestley đã phát triển một trò chơi chiến đấu trên bàn, chiến đấu trên tàu vũ trụ có tên "Rogue Trader", pha trộn giữa khoa học viễn tưởng với các yếu tố giả tưởng cổ điển. Priestley tích hợp nhiều yếu tố của truyền thuyết "Rogue Trader" vào Warhammer 40.000, chủ yếu là những yếu tố liên quan đến du hành vũ trụ, nhưng ông đã loại bỏ các quy tắc chiến đấu trên tàu vì cuốn sách hướng dẫn đã hết chỗ chứa. Games Workshop đã lên kế hoạch bán các bộ chuyển đổi để người chơi có thể sửa đổi các mô hình Warhammer Fantasy của họ để sử dụng vũ khí của tương lai như vũ khí laser, nhưng cuối cùng Games Workshop đã quyết định tạo ra một dòng mô hình dành riêng cho Warhammer 40.000. Ban đầu, trò chơi mới của Priestley chỉ đơn giản là lấy tên là Rogue Trader, nhưng ngay trước khi phát hành Games Workshop đã ký hợp đồng với 2000 AD để phát triển một trò chơi hội đồng dựa trên truyện tranh Rogue Trooper. Để không gây nhầm lẫn cho khách hàng, Games Workshop đã đổi tên trò chơi của Priestley là Warhammer 40,000: Rogue Trader và tiếp thị nó như là một phần phụ của Warhammer Fantasy Battle (theo nhiều cách, nó là như vậy).
Warhammer 40.000: Rogue Trader nhận được bản xem trước đầy đủ đầu tiên trong White Dwarf # 93 (tháng 9 năm 1987).
Warhammer 40,000: Rogue Trader được phát hành vào tháng 10 năm 1987. Nó đã thành công và trở thành sản phẩm quan trọng nhất của Games Workshop. Trong ấn bản Dragon tháng 1 năm 1988 (số 129), Ken Rolston đã say sưa nói về trò chơi này, gọi nó là "đồ sộ, kỳ vĩ và ngoạn mục... Đây là bộ phim khoa học viễn tưởng / giả tưởng đầu tiên khiến tôi sôi máu. " 

### Phiên bản đầu tiên (Warhammer 40.000: Rogue Trader) (1987)
Phiên bản đầu tiên của trò chơi có tên Warhammer 40,000: Rogue Trader, và các các luật của trò chơi dựa trên Warhammer Fantasy Battle.  "Rogue Trader" từng là tiêu đề của trò chơi trong quá trình phát triển, và ngay trước khi phát hành, Games Workshop đã quyết định thêm "Warhammer 40.000" vào tiêu đề để lấy thương hiệu là phần ngoại truyện khoa học viễn tưởng của Warhammer Fantasy. Phụ đề "Rogue Trader" đã bị loại bỏ trong các lần xuất bản tiếp theo. Nhà thiết kế trò chơi Rick Priestley đã tạo ra bộ quy tắc gốc (dựa trên second edition of Warhammer Fantasy Battle) cùng với thế giới trò chơi Warhammer 40.000. Gameplay của Rogue Trader thiên về nhập vai (role-playing) hơn là wargaming. Phiên bản gốc này là một cuốn sách quy tắc rất chi tiết, mặc dù khá lộn xộn, nhưng điều đó khiến nó phù hợp hơn trong những cuộc chiến skirmishes nhỏ. Phần lớn binh chủng của các đơn vị được xác định ngẫu nhiên, bằng cách tung xúc xắc. Có thể thấy một vài yếu tố của game như (tia chớp, súng laser, lựu đạn, Terminator armour) có thể thấy trong bộ luật chơi được gọi là Laserburn (được sản xuất bởi công ty Tabletop Games hiện không còn tồn tại) do Bryan Ansell viết. Những luật này sau đó đã được mở rộng bởi cả Ansell và Richard Halliwell (cả hai đều cuối cùng làm việc cho Games Workshop), mặc dù các luật này không phải là tiền thân của Rogue Trader.
Ngoài ra, tài liệu bổ sung liên tục được xuất bản trên tạp chí White Dwarf, trong đó cung cấp các quy tắc cho các đơn vị và mô hình binh lính mới. Cuối cùng, White Dwarf đã cung cấp "danh sách quân đội" thích hợp có thể được sử dụng để tạo ra các lực lượng lớn hơn và chặt chẽ hơn những gì có trong sách luật chơi chính. Các bài báo này thỉnh thoảng được phát hành trong các ấn bản mở rộng cùng với luật chơi mới, tài liệu nền và hình minh họa. Tất cả mười cuốn sách đã được phát hành cho phiên bản gốc của Warhammer 40.000: "Chương được Tán thành – Sách của nhà thiên văn học", "Bản tổng hợp", "Bản tổng hợp Warhammer 40.000", "Waaagh – Orks", "Realm of Chaos" ("Nô lệ đến Darkness "và" The Lost and the Damned ")," "Ere we Go", "Freebooterz", "Battle Manual" và "Vehicle Manual". "Hướng dẫn sử dụng chiến đấu" đã thay đổi và hệ thống hóa các quy tắc chiến đấu và cung cấp số liệu thống kê cập nhật cho hầu hết các loại vũ khí trong trò chơi. "Sổ tay hướng dẫn sử dụng chiến xa" chứa một hệ thống mới để quản lý phương tiện trên nhằm thay thế các quy tắc rườm rà được đưa ra trong sách hướng dẫn sử dụng cơ bản bằng bìa cứng  và trong tài liệu bìa mềm màu đỏ, nó có một hệ thống xác định vị trí mục tiêu sử dụng ghế chéo bằng axetat để mô phỏng vũ khí đánh vào xe với các giá trị giáp khác nhau cho các vị trí khác nhau (chẳng hạn như đường ray, khoang động cơ, kho đạn, v.v.). "Waaagh – Orks" là một cẩm nang giới thiệu về văn hóa và sinh lý học người Orks. Nó không có quy tắc, nhưng là tài liệu nền. Thay vào đó, những cuốn sách khác về chủ đề Ork đã có đầy đủ các danh sách quân đội cho các gia tộc Ork lớn và cũng bổ sung các trang phục cướp biển và lính đánh thuê da xanh thuộc tộc Orks. Các cuốn sách "Realm of Chaos" là những cuốn sách bìa cứng khổng lồ, bao gồm các quy tắc về Hỗn mang trong Warhammer 40.000, Warhammer Fantasy Roleplay và Warhammer Fantasy Battle (ấn bản thứ 3).

### Tái bản lần thứ hai (1993)
Ấn bản thứ hai của Warhammer 40.000 được xuất bản vào cuối năm 1993. Ấn bản mới này được dành cho trò chơi và được tạo ra dưới sự chỉ đạo của biên tập viên Andy Chambers.
Phiên bản thứ hai có trong một bộ đóng hộp bao gồm Space Marine (hai Biệt đội Chiến thuật 10 người, mỗi Đội có một Trung sĩ với chainsword, bệ phóng tên lửa và flamer) và Ork (20 Orks, 40 Gretchin), mô hình phong cảnh, xúc xắc và Bộ luật chơi game chính. Các hình ảnh trên hộp và đội quân mô tả chương Blood Angels.
Một bộ hộp mở rộng có tựa đề Dark Millennium sau đó đã được phát hành, bao gồm các quy tắc về sức mạnh tâm linh. Một đặc điểm khác của trò chơi là sự chú ý dành cho "các nhân vật đặc biệt" đại diện cho những cá nhân cụ thể trong bối cảnh, những người có quyền truy cập vào thiết bị và khả năng vượt xa những đơn vị thông thường khác; phiên bản trước đó chỉ có ba hồ sơ "Heroic" chung cho mỗi quân đội: "nhà vô địch", "Hero phụ" và "Hero chính".
Ấn bản thứ hai giới thiệu các bản sửa đổi lớn cho cốt truyện truyền thuyết và sẽ tiếp tục xác định đặc điểm chung của truyền thuyết cho đến bản thứ 8. Lệnh cấm Adeptus Mechanicus đối với trí thông minh nhân tạo đã được thêm vào, bắt nguồn từ một trận đại hồng thủy cổ đại giữa con người và những cỗ máy có tri giác; điều này được lấy cảm hứng từ tiểu thuyết Dune.

### Phiên bản thứ ba (1998)
Phiên bản thứ ba của trò chơi được phát hành vào năm 1998 và giống như phiên bản thứ hai, tập trung vào việc hợp lý hóa các quy tắc cho những trận chiến lớn. Quy tắc và các luật tại phiên bản thứ ba đơn giản hơn đáng kể. Quy tắc có sẵn dưới dạng đơn hoặc dưới dạng một bộ đóng hộp với các tiểu cảnh của Space Marines (một Đội chiến thuật 10 người với một Trung sĩ, bệ phóng tên lửa và súng phóng hỏa, và Tàu đổ bộ Space Marine được thiết kế lại với một Bolter hạng nặng) và Dark Eldar (now called "Drukhari") (20 Chiến binh Kabalite). Hệ thống 'codexes' của quân đội tiếp tục ra mắt trong phiên bản thứ ba. Bìa trang ngoài của hộp và studio mô tả Chương không gian của Hiệp hội biển đen.
Đến cuối ấn bản thứ ba, bốn binh chủng mới đã được giới thiệu: chủng tộc xeno (nghĩa là người ngoài hành tinh) của Necron và Tau và hai đội quân của Thiết phán quang: Ordo Malleus (được gọi là Daemonhunters), và Ordo Hereticus (gọi là Witchhunters); các yếu tố chiến đấu của hai đội quân sau đã xuất hiện trước đó trong tài liệu bổ sung (chẳng hạn như Realm of Chaos và Codex: Sisters of Battle). Vào cuối phiên bản thứ ba, những đội quân này đã được tái phát hành với các hình ảnh (poster) và danh sách quân đội hoàn toàn mới. Việc phát hành Tau đồng thời với sự gia tăng độ phổ biến của trò chơi ở Hoa Kỳ.
Ấn bản thứ tư của Warhammer 40.000 được phát hành vào năm 2004. Phiên bản này không có nhiều thay đổi lớn như các phiên bản trước và "ngược lại" với codex phiên bản thứ ba của mỗi đơn vị quân đội. Ấn bản thứ tư được phát hành dưới ba dạng: đầu tiên là phiên bản bìa cứng độc lập, với thông tin bổ sung về hình ảnh, xây dựng phong cảnh và thông tin cơ bản về vũ trụ Warhammer 40.000. Thứ hai là một bộ đóng hộp, được gọi là Battle for Macragge, bao gồm một phiên bản bìa mềm nhỏ gọn về quy tắc và luật chơi, phong cảnh, xúc xắc, mẫu, và các mô hình thu nhỏ của Space Marines và Tyranid. Thứ ba là một phiên bản giới hạn dành cho nhà sưu tập. Battle for Macragge là một 'trò chơi được đóng trong hộp', chủ yếu nhắm vào người mới bắt đầu. Battle for Macragge dựa trên cuộc xâm lược của giống loài Tyranid vào thế giới quê hương của Ultramarines, Macragge. Một bản mở rộng cho bối cảnh này đã được phát hành có tên The Battle Rages On!, có các kịch bản và đơn vị mới, như Tyranid Warrior..

### Tái bản lần thứ năm (2008)
Phiên bản thứ năm của Warhammer 40.000 được phát hành vào ngày 12 tháng 7 năm 2008. Mặc dù có một số khác biệt giữa phiên bản thứ tư và thứ năm, bộ quy tắc và luật chung có nhiều điểm tương đồng. Sách Codex được thiết kế từ trước lần xuất bản thứ năm vẫn chỉ tương thích với một số thay đổi về cách thức hoạt động của các đội đơn vị quân đó. Sự thay thế cho Battle for Macragge của phiên bản trước được gọi là Assault on Black Reach, có một cuốn quy tắc kích thước bỏ túi (chứa bộ quy tắc đầy đủ nhưng bỏ qua phần nền và phần sở thích của cuốn sách quy tắc có kích thước đầy đủ) và Ork and Space Marine (1 Đội chiến thuật 10 người, 1 Đội gồm 5 kẻ hủy diệt, Space Marine Dreadnought). Mỗi đội quân có HQ, Ork Warboss hoặc Space Marine Captain.
Các bổ sung mới cho các quy tắc và luật bao gồm khả năng cho các đơn vị bộ binh "Tiển thẳng ra chiến tuyến" khi bị bắn, cung cấp khả năng bảo vệ bổ sung với khả năng cơ động và bắn khi ẩn nấp. Đường ngắm thực tế cần thiết để bắn vào các mô hình của đối phương. Cũng được giới thiệu mới là khả năng chạy, theo đó các đơn vị có thể bỏ bắn để bao quát mặt đất hơn. Ngoài ra, nơi ẩn nấp đã được thay đổi để một đơn vị có thể dễ dàng đến được nơi ẩn nấp mới. Thiệt hại cho các phương tiện cơ giới đã được đơn giản hóa và cắt giảm đáng kể, và xe tăng giờ đây có thể húc các phương tiện khác. Một số quy tắc và luật này được mô phỏng theo các quy tắc đã tồn tại trong Phiên bản thứ hai, nhưng đã bị loại bỏ trong Phiên bản thứ ba. Tương tự như vậy, codexes phiên bản thứ 5 đã chứng kiến sự trở lại của nhiều đơn vị trước đó đã bị cắt trong phiên bản trước vì có các quy tắc khó sử dụng. Các đơn vị này phần lớn đã được đưa trở lại với hầu hết các quy tắc cũ của chúng được sắp xếp hợp lý cho phiên bản mới. Phiên bản thứ năm tập trung chủ yếu vào lực lượng Space Marine, bao gồm cả việc bãi bỏ Daemonhunters để củng cố đội quân bao gồm Grey Knights, một nhánh biệt của Space Marine, trong các phiên bản trước, đã cung cấp các sự lựa chọn mang tính chiến lược trong danh sách quân đội của Daemonhunter. Một thay đổi lớn khác là sự chuyển đổi từ các bộ dụng cụ kim loại sang các bộ dụng cụ bằng nhựa.

### Phiên bản thứ sáu (2012)
Phiên bản thứ sáu được phát hành vào ngày 23 tháng 6 năm 2012. Các thay đổi đối với phiên bản này bao gồm việc áp dụng hệ thống thẻ Psychic Power tùy chọn tương tự như sản phẩm chị em của trò chơi Warhammer Fantasy Battle cũng như bao gồm các quy tắc đầy đủ cho các phương tiện bay, quái vật và làm lại cách thức giải quyết thiệt hại khi chống lại các phương tiện. Nó cũng bao gồm các quy tắc mở rộng để tương tác nhiều hơn với phong cảnh và cận chiến linh hoạt hơn. Ngoài việc cập nhật các quy tắc hiện có và bổ sung các quy tắc mới, Phiên bản thứ 6 đã giới thiệu một số thay đổi lớn khác: hệ thống Liên minh, trong đó người chơi có thể đưa các đơn vị từ các đội quân khác đến làm việc với nhau, với các mức độ tin tưởng khác nhau; lựa chọn sử dụng một công sự như một phần lực lượng của bạn; và các đặc điểm của Warlord, cho phép Chỉ huy của người chơi đạt được một đặc điểm ngẫu nhiên được phân loại từ sự liên minh có thể hỗ trợ lực lượng của người chơi trong các tình huống khác nhau. Thay thế bộ hộp "Assault on Black Reach" là bộ hộp "Dark Vengeance" bao gồm các mô hình Dark Angels và Chaos Space Marine. Một số bộ hộp phát hành sớm của Dark Vengeance chứa phiên bản giới hạn Interrogator-Chaplain cho the Dark Angels.

### Ấn bản thứ bảy (2014)
Công bố trong số 15 của White Dwarf, đơn đặt hàng trước vào ngày 17 tháng 5 và ngày phát hành là 24 tháng 5 năm 2014.
Phiên bản thứ 7 chứng kiến một số thay đổi lớn đối với trò chơi, bao gồm Giai đoạn ngoại cảm chuyên dụng, cũng như cách thức hoạt động của sức mạnh ngoại cảm nói chung, và các Mục tiêu Chiến thuật giữa trò chơi có thể thay đổi. Các Mục tiêu Chiến thuật sẽ cung cấp cho người chơi các cách khác nhau để ghi Điểm Chiến thắng và do đó giành chiến thắng trong trò chơi. Các mục tiêu này có thể thay đổi ở các điểm khác nhau trong trò chơi.
Cùng với những bổ sung này, ấn bản thứ 7 đã cung cấp một cách mới để tổ chức danh sách các loại quân trong đội hình. Người chơi có thể chơi với tư cách Battle-Forged, lập danh sách theo cách giống như phiên bản thứ 6 hoặc Unbound, cho phép người chơi sử dụng bất kỳ mô hình nào họ muốn, không tính đến Biểu đồ tổ chức lực lượng. Tiền thưởng được trao cho đội quân Battle-Forged. Ngoài ra, các đơn vị Lord of War, vốn là những đơn vị mạnh trước đây chỉ được phép sử dụng trong các trò chơi quy mô lớn ("Ngày tận thế"), giờ đã được đưa vào sách quy tắc tiêu chuẩn và là một phần thông thường của Biểu đồ Tổ chức Lực lượng.

### Phiên bản thứ tám (2017)
Được công bố vào ngày 22 tháng 4 năm 2017, đơn đặt hàng trước vào ngày 3 tháng 6  và ngày phát hành vào ngày 17 tháng 6 năm 2017.
Phiên bản thứ 8 là một bản sửa đổi lớn nhằm giúp những người chơi mới tham gia vào game này dễ dàng hơn. Về mặt này, trò chơi đã giới thiệu khái niệm Ba cách chơi: Mở, Kết hợp và Tường thuật. Bộ quy tắc cốt lõi đã được đơn giản hóa xuống còn 14 trang và có sẵn dưới dạng sách nhỏ PDF miễn phí trên trang web Hội thảo Trò chơi. Các quy tắc phức tạp hơn được giữ lại trong quyển sách bằng bìa cứng bao gồm luật của trò chơi. Câu chuyện về bối cảnh cũng đã được cập nhật: Eye of Terror được mở rộng ra và chia đôi vũ trụ thành 2 nữa, trong khi Primarch Roboute Guilliman trở lại lãnh đạo của Đế chế với tư cách là Lord Commander, bắt đầu bằng việc giành lại các thế giới bị tàn phá thông qua Indomitus Crusade.
Phiên bản thứ 8 đã giới thiệu một bộ hộp mới có tên "Dark Imperium", có một phe liên kết với Đế quốc mới, Primaris Space Marines, cũng như giới thiệu các nhân vật và quy tắc chơi mới cho Death Guard Chaos Space Marines.

### Phiên bản thứ chín (2020)
Phiên bản thứ chín được phát hành vào tháng 7 năm 2020. Cùng với đó là một logo được thiết kế lại (lần đầu tiên sau 22 năm). Phiên bản thứ 9 không phải là một cuộc đại tu hoàn toàn các quy tắc chơi của phiên bản thứ 8. Codexes, bổ sung và các quy tắc từ loạt Psychic Awakening được tạo cho phiên bản thứ 8 tương thích với phiên bản thứ 9.
Phiên bản thứ 9 cũng giới thiệu bốn bộ hộp mới: Indomitus, một bộ phát hành giới hạn ra mắt vào đầu phiên bản thứ 9, và các phiên bản giới hạn của các đơn vị Recruit, Elite và Command. Bốn hộp có thiết kế sửa đổi và bổ sung các đơn vị mới cho Necrons, và các đơn vị mới cho Primaris Space Marines.

## Bổ sung và mở rộng
Có nhiều biến thể đối với các quy tắc chơi và danh sách đơn vị có sẵn để sử dụng, thường là khi có sự đồng ý của đối thủ. Những quy tắc này được tìm thấy trong ấn phẩm <i id="mwAa0"></i>White Dwarf của Hội thảo Trò chơi, trên trang web Hội thảo Trò chơi hoặc trong các ấn phẩm của Forge World Imperial Armour.
Các quy tắc của Warhammer 40.000 được thiết kế cho các trò chơi từ 500 đến 3000 điểm, với các giới hạn của một khung chơi gọi là Biểu đồ Tổ chức Lực lượng khiến các trò chơi có giá trị điểm lớn hơn trở nên khó chơi. Đáp lại ý kiến của người chơi, bản mở rộng quy tắc Apocalypse đã được giới thiệu để cho phép chơi các trò chơi hơn 3000 điểm. Người chơi có thể tham gia toàn bộ 1000 người của Space Marines thay vì phân đội nhỏ hơn khoảng 30–40 thường được sử dụng trong một trò chơi tiêu chuẩn. Apocalypse cũng có các quy tắc sử dụng các cỗ máy chiến tranh lớn hơn như Titan.
Cities of Death (bản cải tiến của Codex Battlezone: Cityfight) giới thiệu các quy tắc cho chiến tranh đô thị và chiến tranh du kích, và cái gọi là "mưu lược", bao gồm cả bẫy và công sự. Nó cũng có các phần mô hình hóa địa hình thành phố và cung cấp các ví dụ về các đơn vị và danh sách đơn vị chiến đấu được mô phỏng xung quanh chủ đề chiến đấu trong đô thị. Tác phẩm này đã được cập nhật lên Phiên bản thứ 7 với sự ra mắt của Shield of Baal: Leviathan.
Planetstrike, phát hành năm 2009, đặt ra các quy tắc cho phép người chơi đại diện tại các giai đoạn đầu của một cuộc xâm lược hành tinh. Nó giới thiệu các động lực mới trong trò chơi, chẳng hạn như chia người chơi thành một kẻ tấn công và một người phòng thủ, mỗi người có các chiến thuật khác nhau phù hợp với vai trò của họ; ví dụ, bên tấn công có thể tấn công sâu vào tất cả đơn vị bộ binh, đơn vị có khả năng nhảy và triệu hồi các sinh vật quái dị lên chiến trường, trong khi bên phòng thủ có thể thiết lập mọi địa hình trên chiến trường một cách dễ dàng.
Planetary Empires, được phát hành vào tháng 8 năm 2009, cho phép người chơi điều phối các chiến dịch quy mô đầy đủ bao gồm nhiều trận chiến, mỗi chiến dịch sử dụng các quy tắc tiêu chuẩn hoặc các phần bổ sung được chấp thuận như Planetstrike, Cities of Death hoặc Apocalypse. Tiến trình thông qua chiến dịch được theo dõi bằng cách sử dụng các ô hình lục giác để thể hiện quyền kiểm soát hiện tại của các lãnh thổ trong chiến dịch. Cấu trúc tương tự như Mighty Empires của Warhammer Fantasy.
Battle Missions, được phát hành vào tháng 3 năm 2010, bản mở rộng này chứa một loạt các 'nhiệm vụ' với các mục tiêu cụ thể, mỗi 'chủng tộc' có ba nhiệm vụ cụ thể có thể được chơi, những nhiệm vụ này được xác định bằng một con xúc xắc và thường được chọn từ hai đội quân đang đã sử dụng. Họ vẫn sử dụng các quy tắc tiêu chuẩn từ cuốn sách quy tắc chơi Warhammer 40.000.
Spearhead, phát hành tháng 5 năm 2010, cho phép người chơi chơi các trò chơi tập trung nhiều hơn vào lực lượng thiết giáp và cơ giới hóa. Thay đổi đáng chú ý nhất đối với trò chơi là bao gồm các "Spearhead Formations;" và linh hoạt hơn trong việc tổ chức lực lượng. "Spearhead Formations" đại diện cho một sự bổ sung mới và hoàn toàn tùy chọn cho tiêu chuẩn hệ thống tổ chức lực lượng trong Warhammer 40.000. Người chơi hiện có khả năng sử dụng tất cả, một phần hoặc không tổ chức lực lượng tiêu chuẩn. Spearhead cũng bao gồm các tùy chọn triển khai và lên kịch bản cho một game mới. Bản mở rộng này đang được phát hành chung thông qua trang web Games Workshop, dưới dạng tải xuống miễn phí và thông qua tạp chí hàng tháng của công ty White Dwarf.
Death from the Skies, phát hành tháng 2 năm 2013, có những quy tắc chơi trò chơi nhấn mạnh vào máy bay. Có những quy tắc cụ thể cho máy bay của mỗi cuộc chiến, cũng như các nhiệm vụ có thể chơi được. Một điều đáng chú ý trong bản phát hành này là "đặc điểm lãnh chúa" cho từng chủng tộc đối phó cụ thể với máy bay. Phần bổ sung này vẫn sử dụng các quy tắc tương tự như sách quy tắc Warhammer 40.000. Đã được cập nhật lên Phiên bản thứ 7 với Shield of Baal: Leviathan.
Stronghold Assault, được phát hành vào tháng 12 năm 2013, là bản mở rộng 48 trang chứa nhiều quy tắc chơi hơn cho các công sự trong trò chơi, cũng như các quy tắc chơi cho nhiều công sự hơn được liệt kê trong Sách Quy tắc Phiên bản thứ 6 chính.
Escalation, được phát hành vào tháng 12 năm 2013, có các quy tắc chơi trò chơi với chiến xa siêu hạng nặng, thường được giới hạn trong các sự kiện Ngày tận thế và trong các sự kiện thông thường.

## Trò chơi, tiểu thuyết và các phương truyền thông khác
Games Workshop đã mở rộng vũ trụ Warhammer 40.000 trong nhiều năm bao gồm một số trò chơi phụ và các tác phẩm hư cấu. Sự mở rộng này bắt đầu vào năm 1987, khi Games Workshop yêu cầu Scott Rohan viết Series đầu tiên về "Các liên kết tác phẩm". Điều này cuối cùng dẫn đến việc thành lập Black Library, một nhánh xuất bản của Games Workshop, vào năm 1997. Những cuốn sách được xuất bản liên quan chủ yếu đến cốt truyện trong vũ trụ Warhammer. Black Library cũng xuất bản và chuyển Warhammer 40.000 thành dạng graphic novels.
Một số nhỏ trò chơi spin-offs phổ biến được tạo ra, trong đó có Space Crusade, Space Hulk, Kill Team, Battlefleet Gothic, Epic 40,000, Inquisitor, Gorkamorka, Necromunda và Assassinorum: Execution Force. Một số trò chơi dạng thẻ bài, Dark Millennium, được ra mắt vào tháng 10 năm 2005 bởi công ty con của Games Workshop là, Sabertooth Games. Câu chuyện đằng sau trò chơi thẻ bài bắt đầu ở phần cuối của Horus Heresy trong cốt truyện trò chơi và bao gồm bốn phe phái: Đế chế, Orks, Aeldari và Hỗn mang.

### Âm nhạc
Album Realms of Chaos: Slaves to Darkness của ban nhạc người anh death metal và  Bolt Thrower có lời bài hát cũng như các tác phẩm dựa trên thương hiệu Warhammer và Warhammer 40.000, với thiết kế tiêu đề của album giống với thiết kế của cuốn sách Games Workshop cùng tên.
Vào đầu những năm 1990 Games Workshop thành lập hãng riêng của họ, Warhammer Records. Ban nhạc D-Rok đã ký hợp đồng với hãng này; album duy nhất của họ (Oblivion) có các bài hát dựa trên Warhammer 40.000.

### Tiểu thuyết
Sau khi phát hành, ban đầu trò chơi Warhammer 40.000 của Games Workshop, công ty bắt đầu xuất bản tài liệu nền mở rộng so với tài liệu trước đó, thêm các tài liệu mới và mô tả chi tiết vũ trụ 40k, các nhân vật và sự kiện trong thế giới Wahammer. Kể từ năm 1997, phần lớn tài liệu nền đã được xuất bản bởi Black Library trực thuộc chi nhánh của Games Workshop.
Ngày càng có nhiều tác phẩm hư cấu do các tác giả viết truyện ngày càng nhiều và được xuất bản ở một số định dạng và phương tiện, bao gồm cả âm thanh, kỹ thuật số và bản in. Hầu hết các tác phẩm, bao gồm tiểu thuyết dài tập, tiểu thuyết, truyện ngắn, tiểu thuyết đồ họa và phim, là các phần của loạt sách trước đó. Vào năm 2018, một dòng tiểu thuyết dành cho độc giả từ 8 đến 12 tuổi đã được công bố, khiến một số người hâm mộ nhầm lẫn vì tính chất cực kỳ bạo lực và ảm đạm của bối cảnh.

### Trò chơi điện tử
Games Workshop lần đầu tiên hợp tác với hãng game Electronic Arts sản xuất phiên bản trò chơi điện từ game Warhammer 40000, và EA đã xuất bản hai trò chơi dựa trên Space Hulk vào năm 1993 và 1995. Trò chơi của Workshop sau đó đã chuyển giấy phép cho hãng Strategic Simulations, công ty đã xuất bản ba phần trò chơi vào cuối những năm 1990. Sau khi Mô phỏng chiến lược không còn hoạt động vào năm 1994, Games Workshop sau đó đã trao giấy phép cho THQ, từ năm 2003 đến 2011, THQ đã xuất bản 13 trò chơi, bao gồm cả loạt phim Dawn of War. Sau năm 2011, Games Workshop thay đổi chiến lược cấp phép: thay vì cấp phép độc quyền cho một nhà xuất bản duy nhất, công ty chuyển sang cấp phép rộng rãi cho nhiều nhà xuất bản khác nhau.

### Trò chơi trên bàn và trò chơi nhập vai
Trò chơi Workshop đã sản xuất một số "trò chơi dạng hộp" độc lập so với Warhammer 40.000; họ đã cấp phép sở hữu trí tuệ cho các công ty trò chơi khác như Fantasy Flight Games. Các trò chơi dạng hộp do Xưởng Trò chơi sản xuất có xu hướng được bán dưới sự bảo trợ của bộ phận "Specialist Games". Các bản game bao gồm:
- Battle for Armageddon
  - Chaos Attack (Là bản mở rộng cho Battle for Armageddo)
- Doom of the Eldar
- O
- Space Hulk (Bốn phiên bản của game này đã được phát hành được liệt kê bên dưới)
  - Deathwing (Một bảng mở rộng được bán theo hộp gồm vũ khí "Kẻ hủy diệt" và thêm chiến dịch mới)
  - Genestealer (Một bộ bộ game đóng hộp mở rộng bổ sung các quy tắc cho các giống loài lai và sức mạnh tâm linh của các Genestealer.)
  - Chiến dịch Space Hulk (Một cuốn sách mở rộng được phát hành dành cho cả bộ sưu tập dạng bìa mềm và bìa cứng đã tái bản bốn chiến dịch đã được in trước đó trong White Dwarf.)
- Advanced Space Crusade
- Assassinorum: Execution Force
- Bommerz over da Sulfur River (Trò chơi bàn cờ sử dụng hình ảnh thu nhỏ của Epic.)
- Gorkamorka (Một trò chơi giao tranh bằng xe cộ lấy bối cảnh thế giới sa mạc, chủ yếu xoay quanh các phe Ork.)
  - Digganob (Bản mở rộng cho Gorkamorka, bổ sung thêm phe gretchin nổi loạn và phe người hoang dã.)
- Lost Patrol
- Space Fleet (Một trò chơi chiến đấu trên tàu vũ trụ đơn giản, sau này được mở rộng đáng kể thông qua tạp chí White Dwarf với tài liệu dành cho 'Battleship Gothic' bị hủy bỏ, sau này được khởi chạy lại với tên Battlefleet Gothic.)
- Tyranid Attack (Một trò chơi giới thiệu cách sử dụng lại các bảng từ Advanced Space Crusade.)
- Ultra Marines (Một trò chơi giới thiệu sử dụng lại các bảng từ Space Hulk.)

Mặc dù đã có kế hoạch tạo ra một trò chơi nhập vai với cái tên Warhammer 40.000 "pen and paper" đầy đủ ngay từ đầu, những điều này đã không thành hiện thực trong nhiều năm, cho đến khi một trò chơi nhập vai chính thức của Warhammer 40.000 được xuất bản. vào năm 2008, với việc phát hành Dark Heresy bởi Black Industries, một công ty con của Games Workshop. Hệ thống này sau đó đã được cấp phép cho Fantasy Flight Games để tiếp tục hỗ trợ và mở rộng trò chơi.
Trước đây, Games Workshop đã cấp phép cho một số sản phẩm theo chủ đề Warhammer 40K cho Fantasy Flight Games. Họ chuyên về game dạng, thẻ và trò chơi nhập vai. Bao gồm các sản phẩm được cấp phép là:
- Horus Heresy – một trò chơi dang thẻ tập trung vào trận chiến cuối cùng của Horus Heresy, trận chiến giành Cung điện của Hoàng đế; trò chơi này là sự tưởng tượng lại của một trò chơi cùng tên do Jervis Johnson tạo ra vào những năm 1990.
- Space Hulk: Death Angel – một trò chơi với sự kết hợp giữa cơ chế trò chơi trên bàn và thẻ bài, dựa trên trò chơi trên bàn phổ biến "Space Hulk", gồm có Space Marines chống lại Genestealers.
- Space Hulk: Death Angel, The Card Game – là phiên bản game thẻ bài của Space Hulk. Người chơi với tư cách là Space Marines đến để tiêu diệt sự xâm nhập của các Genestealer trên một con tàu vũ trụ vô chủ.
- Warhammer 40,000: Conquest – Living Card Game(trò chơi dạng thẻ bài) trong đó người chơi điều khiển các phe phái khác nhau trong bối cảnh của Warhammer 40.000 nhằm thống trị các khu vực khác nhau.
- Forbidden Stars – một trò chơi trên bàn gồm 4 loại bảng Warhammer 40.000 khác nhau chạy đua với nhau để kiểm soát các mục tiêu và đảm bảo khu vực chơi cho chính mình.
- Relic – một bản chuyển thể của trò chơi trên bàn Talisman lấy bối cảnh của Warhammer: 40.000.
- Munchkin Warhammer 40.000 – phiên bản Warhammer 40k của Munchkin dành cho 3-6 người chơi được phát hành vào năm 2019
- Loạt tabletop role-playing games(trò chơi nhập vai trên bàn) Warhammer 40.000 Roleplay, chia sẻ nhiều cơ chế cốt lõi cũng như các cài đặt khác:
  - Dark Heresy – người chơi có thể đảm nhận vai trò của một thiết phán quan dị giáo hoặc giả định một tình huống nào đó và quy lớn nhỏ khác nhau theo quy tắc của trò chơi. Các kịch bản và bộ quy tắc được đề xuất thể hiện sự cân bằng giữa các nghiên cứu, xử lý thông tin và các cuộc giao tranh.
  - Rogue Trader – người chơi đảm nhận vai trò của Nhà thám hiểm, người có cấp bậc và các đặc quyền khác cho phép đi ra ngoài biên giới của Đế chế. Do việc mở rộng rộng cho phần Rogue Trader, các chiến dịch có thể khác nhau một phần và được thay đổi bởi các nhà phát triển. Điểm khác biệt đáng kể nhất của nó so với bất kỳ tựa game Warhammer 40.000 Roleplay nào khác là nó chứa các quy tắc cụ thể về thiết kế phi thuyền và chiến đấu trong không gian.
  - Deathwatch – trò chơi cho phép người chơi nhập vai vào Space Marine of the Adeptus Astartes, là những đơn vị chiến đấu tinh nhuệ được tăng cường gen của Đế chế nhân loại. Vì vậy, bộ quy tắc của nó nhấn mạnh nhiều vào việc chiến đấu chống lại những kẻ thù mạnh hoặc vượt trội về số lượng, hơn là đàm phán, điều tra và nghiên cứu, so với Dark Heresy hoặc Rogue Trader.
  - Black Crusade cho phép người chơi nhập vai vào các nhân vật bị biến chất trong Hỗn mang. Phần này sẽ được kết thúc với phần được bổ sung trước đó. Nó có điểm khác biệt đáng chủ ý  ở chỗ nó cho phép phát triển nhân vật ở dạng tự do hơn nhiều, với các kinh nghiệm khác nhau được xác định bằng cách liên kết với Vị chúa hỗn mang.
  - Only War đưa người chơi trở thành một phần của Đội cận vệ Hoàng gia, những người lính thân cận và quan trọng của Đế chế nhân loại. Bất chấp khả năng của các nhân vật, nó cũng nhấn mạnh vào chiến đấu hơn là tương tác, giống như Deathwatch.
- Risk: Warhammer 40.000 – ra mắt vào mùa thu năm 2020, đây là một biến thể theo chủ đề WH40K của trò chơi trên bànRisk.[50]

### Phim ảnh
Vào ngày 13 tháng 12 năm 2010, Ultramarines: A Warhammer 40,000 Movie được phát hành trực tiếp bằng đĩa DVD. Đây là một bộ phim khoa học viễn tưởng CGI, dựa trên Chương Ultramarines Chapter of Space Marines. Kịch bản được viết bởi Dan Abnett, tác giả của Games Workshop Black Library. Phim được sản xuất bởi Codex Pictures, một công ty có trụ sở tại Anh, dưới sự cấp phép của Games Workshop. Nó sử dụng công nghệ chụp khuôn mặt tự động Image Metrics.

### TV
Vào ngày 17 tháng 7 năm 2019, Games Workshop và Big Light Productions đã thông báo về việc phát triển một Series phim truyền hình live-action dựa trên nhân vật Gregor Eisenhorn, là một Thiết phán quan của Đế chế. Frank Spotnitz sẽ là người dẫn truyện cho loạt phim. Bộ phim dự kiến sẽ dựa trên tiểu thuyết được viết bởi Dan Abnett.

## Giải thưởng
Warhammer 40,000 phiên bản thứ 2 đã giành được Origins Award for Best Miniatures Rules trong năm 1993.
Năm 2003, Warhammer 40.000 đã được giới thiệu vào Đại sảnh Origins Hall of Fame.
Warhammer 40.000 Phiên bản thứ 8 đã giành được giải thưởng Origins Awards 2017 cho Trò chơi thu nhỏ hay nhất và Trò chơi thu nhỏ có nhiều người hâm mộ yêu thích nhất.